# نیکبخت فرهمند
نیکبخت فرهمند (زادهٔ حمل/فروردین ۱۳۷۸ بامیان) بازیگر خردسال اهل افغانستان است. وی با بازی در فیلم  بودا از شرم فروریخت به شهرت رسید.

## زندگی‌نامه
نیکبخت فرهمند زاده حمل/فروردین ۱۳۷۸ در بامیان افغانستان است. وی پس اتمام تحصیلات مدرسه، در رشته حسابداری پذیرفته شد اما تحصیلات خود را ادامه نداد. پس از بازی در فیلم بودا از شرم فروریخت وعده‌های زیادی همچون حمایت مالی و اعطای بورسیه تحصیلی به وی داده شد اما هیچکدام از وعده‌ها عملی نشده و هم اکنون وی پس از پایان تحصیلات همراه پدرش در زمین‌های کشاورزی مشغول به کار است.

## بودا از شرم فروریخت
نیکبخت هنگامی که هفت سال داشت و هنوز سواد خواندن و نوشتن نداشت برای بازی در فیلم بودا از شرم فروریخت از بین ۲۰۰۰ هزار کودک انتخاب شد. وی برای بازی در این فیلم که ۷ ماه طول کشید ۳۵ هزار افغانی دریافت کرد.

## برای مطالعهٔ بیشتر
- بازیگر 'بودا از شرم فروریخت' در برزخ گذشته و آینده